# Vorfälligkeitsentschädigung
Als Vorfälligkeitsentschädigung (VFE) wird das Entgelt für die außerplanmäßige Rückführung eines Darlehens während der Zinsfestschreibungszeit bezeichnet. Ist das vertraglich vereinbarte Darlehen noch nicht ausgezahlt, spricht man von einer Nichtabnahmeentschädigung. Für diese gelten die Regeln der VFE analog.
Die VFE fällt an, wenn der Kunde das Darlehen kündigt. Erfolgt die Kündigung durch die Bank aufgrund eines Verstoßes des Kreditnehmers gegen seine vertraglichen Pflichten (wichtiger Grund), so entsteht ein Schadensersatzanspruch der Bank gegen den Kunden, der analog der VFE berechnet wird.

## Ökonomischer Hintergrund
Die VFE entsteht bei der Kündigung von Festzinsdarlehen. Bei diesen verpflichtet sich die Bank, die Zinsen über den vereinbarten Zinsfestschreibungszeitraum selbst dann unverändert zu halten, wenn sich die aktuelle Zinssituation verändert hat. In Deutschland ist eine langfristige Zinsbindung bei der Immobilienfinanzierung üblich. In vielen anderen Ländern erfolgt die Baufinanzierung zu variablen Zinssätzen. Grundsätzlich fällt bei variabler Zinsvereinbarung keine VFE an.
Um die Garantie der Bank auf langfristig konstant bleibende Zinssätze sicherzustellen, erfolgt die Refinanzierung der Bank idealtypisch fristenkongruent, d. h. zur Refinanzierung eines 10-jährigen Darlehens verwendet die Bank 10-jährige Einlagen oder Anleihen.
Wird das Darlehen nun vorzeitig zurückgezahlt, so entstehen der Bank gemäß der Marktzinsmethode ein Refinanzierungsschaden sowie ein Margenschaden, weil sie aus vertraglichen Gründen die zur Refinanzierung verwendeten Einlagen oder Anleihen nicht vorzeitig zurückgewähren kann.
Der Refinanzierungsschaden resultiert aus der Refinanzierungsstruktur: Die Bank hatte den Kredit beim Abschluss des Kreditvertrages zu dem damaligen Zinssatz für die damalige Zinsfestschreibung refinanziert. Verändern sich nun die Marktzinsen zum Zeitpunkt der vorzeitigen Rückzahlung, so kann die Bank die vorzeitig zurückgezahlten Gelder nicht zu dem ursprünglichen, sondern nur zum aktuellen Marktzins wieder anlegen. Die Differenz, bezogen auf die Restlaufzeit, ist der Refinanzierungsschaden. Wenn der Wiederanlagezinssatz größer als der ursprüngliche Zinssatz ist, entsteht ein Refinanzierungsgewinn für die Bank.
Der Margenschaden stellt die Minderung des Gewinns der Bank dar. Die Bank erzielt ihren Gewinn daraus, dass sie Einlagen geringer verzinst als Kredite. Die Differenz (die Marge) der Bank ist umso höher, je länger der Kredit läuft. Wird der Kredit vorzeitig zurückgezahlt, erzielt die Bank für die Zukunft keine Marge mehr. Dieser Verlust am künftigen Ertrag ist der Margenschaden.
Beide Komponenten zusammen stellen den Gesamtschaden der Bank und damit die Basis der VFE-Berechnung dar.

## Rechtslage in Deutschland

### Grundpfandrechtlich gesicherte Darlehen (z.B. Baudarlehen)

#### Recht auf Darlehenskündigungen
Grundsätzlich sind die Kreditinstitute nicht verpflichtet, grundpfandrechtlich besicherte Darlehen vor Ablauf der Zinsfestschreibungszeit zurückzunehmen. In begründeten Einzelfällen muss die Bank einer vorzeitigen Rücknahme jedoch zustimmen. Der BGH hat hierzu eine ständige Rechtsprechung entwickelt. Begründete Einzelfälle sind zum Beispiel die Veräußerung der Immobilie oder der Wunsch nach einer Ausdehnung des ursprünglichen Kredits, den die Darlehensgeberin aber ausschlägt.

#### Kündigungsmöglichkeiten ohne Vorfälligkeitsentschädigung
Bei Zinsfestschreibungen, die länger als zehn Jahre laufen, besteht nach Ablauf von zehn Jahren die Möglichkeit, ohne VFE mit Sechs-Monats-Frist zu kündigen. Die Zehn-Jahres-Frist beginnt ab dem Datum des vollständigen Empfangs des Darlehens (siehe auch § 489 Absatz 1 Nr. 2 BGB). Bei Darlehensverlängerungen tritt der Zeitpunkt der Vereinbarung an die Stelle des Termins der Vollauszahlung. Vertraglich können vorzeitige Kündigungsmöglichkeiten vor Ablauf der Zinsbindungsfrist vereinbart werden. Nicht grundpfandrechtlich besicherte Darlehen an Verbraucher können unter Einhalt einer drei- bzw. sechsmonatigen Kündigungsfrist entschädigungsfrei gekündigt werden.
Bei Darlehen mit variabler Verzinsung kann eine VFE nur für die Zeit des Ausschlusses des Kündigungsrechts von drei Monaten verlangt werden.
Fälschlich wird im Internet gerne mit Hinweis auf das Urteil des OLG Karlsruhe vom 25. Juni 2001 zitiert, eine Vorfälligkeitsentschädigung falle bei Bankenfusionen nicht an. Dies ist jedoch nur unter extrem engen Bedingungen der Fall.

#### Berechnung der Vorfälligkeitsentschädigung
Der Kreditgeber kann den durch eine Kündigung entstehenden Zinsausfallschaden verlangen (§ 490 Abs. 2 S. 3 BGB). Ein Schaden entsteht auf jeden Fall dann, wenn der vertraglich vereinbarte Zinssatz über dem aktuellen Satz für ein Ersatzgeschäft liegt. Ersatzgeschäfte können die Neuausleihung („Aktiv-Aktiv-Methode“) oder die Anlage in Hypothekenpfandbriefen („Aktiv-Passiv-Methode“) sein.
Bei der Aktiv-Aktiv-Methode entsteht neben dem Schaden aus der Zinsdifferenz (sog. Zinsverschlechterungsschaden) zusätzlich ein sog. „Zinsmargenschaden“, weil dem Kreditinstitut für die Restlaufzeit der kalkulatorische Gewinn entgeht. Je länger die Restlaufzeit bis zum Ende der Zinsbindung, desto höher fällt die Entschädigung aus. In der ständigen Rechtsprechung ist hierbei eine „Netto-Zinsmarge“ – also bereinigt um Risikokosten, Verwaltungsaufwand etc. – von 0,500 % anerkannt. In den meisten Fällen ist die Aktiv-Aktiv-Methode für den Kunden die günstigere Lösung – sie wird daher von den meisten Kreditinstituten nicht angewendet.
Bei der Aktiv-Passiv-Methode werden zunächst die ausfallenden Zahlungen in Form eines Zahlungsstroms erfasst. Diese Zahlungsausfälle werden, fingiert durch eine Vielzahl von Hypothekenpfandbriefgeschäften mit jeweils nach Laufzeit gestaffelten unterschiedlichen Renditen, die zum Zeitpunkt der Darlehensrückzahlung als abgeschlossen gelten, durch deren Zins- und Rückzahlungsbeträge ausgeglichen. Da der erforderliche Geldbetrag zum Abschluss der Ersatzgeschäfte größer ist als das vorzeitig zurückgezahlte Darlehenskapital besteht eine Differenz. Sie stellt den Schaden (= VFE) dar.
Der BGH hat mit Urteil vom 30. November 2004 (XI ZR 285/03) entschieden, dass bei Verwendung der Aktiv-Passiv-Methode für die Berechnung der Vorfälligkeitsentschädigung keine sog. „PEX-Renditen“ (Hypothekenpfandbriefindex des Verbands deutscher Hypothekenbanken) verwendet werden dürfen, denn diese stellen keine tatsächlich am Markt erzielten Renditen dar. Es handelt sich um reine Angebotsrenditen, die aber so niedrig sein können, dass Pfandbriefkäufer zu diesen Renditen keine Geschäfte abschließen möchten. Der Vorfälligkeitsschaden fällt unter diesen Renditen somit zu hoch aus.
Grundsätzlich sind unabhängig von der verwendeten Methode alle Tilgungsmöglichkeiten (auch Sondertilgungen) sowie die ersparten Risiko- und Verwaltungskosten der Bank zu berücksichtigen. Die Bank darf für die vorzeitige Ablösung ein Bearbeitungsentgelt verlangen. Gemäß Urteil des OLG Schleswig, Az.: 5 U 124/95 vom 8. Januar 1998 sind eingesparte Verwaltungskosten von 5,11 € monatlich in Abzug zu bringen. Hinsichtlich des Abzugs der Risikovorsorge versuchen Kreditinstitute diese auf ein Niveau von deutlich unter 0,1 % des Kapitals zu drücken – nach Auffassung von Kreditsachverständigen und des Bundesverband der Verbraucherzentralen e. V., ist jedoch ein Risikokostenabzug von 0,15 % angemessen.
Ein eventuelles Disagio ist dem Darlehensnehmer nicht anteilig zu erstatten, weil es eine Zinsvorauszahlung darstellt. Da es die Darlehenszinsen reduziert, führt es aber zu einem geringeren Schaden und wird also indirekt berücksichtigt. Eine anteilige Disagioerstattung ist nur noch in solchen Fällen zu beachten, unter denen entweder das Disagio einen größeren Zeitraum als jenen bis zur nächsten Kündigungsmöglichkeit überdeckte oder wenn Sondertilgungen möglich waren.
Darlehensverträge stellen stets Formularverträge dar. Deshalb gelten die ergänzenden Bestimmungen des Rechts der Allgemeinen Geschäftsbedingungen. Dem Kreditnehmer ist danach auf eine VFE-Berechnung des Kreditinstituts stets die Möglichkeit vorbehalten (BGB § 309 Abs. 5 b), den Gegenbeweis eines geringeren Schadens anzutreten. Das ist regelmäßig dann der Fall, wenn das Kreditinstitut die VFE nach der Aktiv-Passiv-Methode abrechnet – gleichzeitig aber eine direkte Neuausleihung vornimmt. Dieser Fall ist regelmäßig dann gegeben, wenn zum Beispiel bei einem Hausverkauf, bei dem Darlehen abgelöst werden, die Neufinanzierung des Hauses über das gleiche Kreditinstitut vorgenommen wird.

### Kündigung durch die Bank
Auch bei einer Kündigung durch die Bank (typischerweise wegen Zahlungsrückständen) entsteht der Bank rechnerisch der gleiche Schaden wie bei einer Kündigung durch den Kreditnehmer. Nach der jedenfalls bis Januar 2013 herrschenden Rechtsprechung ist daher auch in diesem Fall eine Berechnung einer Vorfälligkeitsentschädigung zulässig. Anfang 2013 hat der BGH in einer mündlichen Verhandlung erkennen lassen, ggf. seine bisherige Rechtsprechung zu Gunsten von Verbrauchern (Kreditnehmern) zu ändern; er hat dabei eine zuvor ergangene Entscheidung des OLG Frankfurt bestätigt.
Mit Urteil vom 19. Januar 2016 hat der BGH entschieden, dass § 497 Abs. 1 BGB in der bis zum 10. Juni 2010 geltenden Fassung eine spezielle Regelung zur Schadensberechnung bei notleidenden Krediten darstellt. Die Vorschrift schließt aus, dass nach Kündigung durch die Bank neben Verzugszinsen auch noch Vorfälligkeitsentschädigung verlangt wird.

### Bauspardarlehen
Bei der vorzeitigen Rückzahlung von Darlehen aus Bausparverträgen fällt keine VFE an. Die Kündigung ist jederzeit, und ohne Fristeinhaltung, möglich, ebenso wie Sonderzahlungen. Dies ist jeweils in den Allgemeinen Bausparbedingungen (ABB) so geregelt.

### Verbraucherdarlehen (z.B. Ratenkredite)
Bei der Kündigung von Verbraucherdarlehen ist die Vorfälligkeitsentschädigung auf 1,0 Prozent des vorzeitig zurückgezahlten Betrages (bzw. bei einer Restlaufzeit unter einem Jahr auf 0,5 Prozent) begrenzt (vgl. § 502 BGB).
Gemäß § 503 BGB findet dieser Grundsatz bei grundpfandrechtlich gesicherten Darlehen zu üblichen, marktgerechten Konditionen keine Anwendung.

## Einvernehmliche Vertragsauflösung
Die Bank ist frei darin, auf die Berechnung einer VFE ganz oder teilweise zu verzichten. Dies wird sie in der Praxis dann tun, wenn sie durch ein Ersatzgeschäft oder die Fortführung des Vertrags mit geänderten Bedingungen keinen Schaden erleidet. In der Praxis erfolgt dies üblicherweise in Form eines Objekttausches oder eines Schuldnertausches. Beim Objekttausch verkauft der Schuldner eine Immobilie und erwirbt eine neue. Der alte Kreditvertrag wird mit geänderter Kreditsicherheit und den alten Konditionen fortgeführt (und ggf. aufgestockt). Wesentlich aus Sicht der Bank ist, dass die neue Immobilie mindestens so werthaltig ist wie die alte. Beim Schuldnertausch tritt anstelle des bisherigen Schuldners ein anderer in den Kreditvertrag ein. Dies kann bei einem Immobilienverkauf beispielsweise der Käufer sein. Hier ist wesentlich, dass die Bonität des neuen Schuldners der des alten entspricht. In beiden Fällen entsteht für die Bank kein Nachteil. Stimmt sie einer derartigen Vertragsänderung zu, berechnet sie keine VFE, sondern nur eine Bearbeitungsgebühr.

## VFE in anderen Ländern
In den USA ist es üblich, eine VFE-freie Rückzahlmöglichkeit vertraglich zu vereinbaren. Das Risiko der vorzeitigen Kündigung (insbesondere bei Zinssenkungen) sichern die Banken am Kapitalmarkt ab. Die Kosten für diese Sicherung erhöhen die Baudarlehenszinsen.
In England sind variable Zinsen bei Immobilienfinanzierungen üblich. VFE fällt systembedingt nicht an. Banken verlangen jedoch sog. 'Mortgage Exit Administration Fees (MEAFs)'.
In Spanien sind ebenfalls variable Zinsen (orientiert am 6- oder 12-Monatseuribor mit entsprechender Anpassung zur Fälligkeit) bei Immobilienfinanzierungen üblich. VFE fallen somit nicht an, obwohl auch bei Komplettablösung ein Prozentsatz (meist 1 %) der Restschuld vertraglich als Gebühr vereinbart werden.
In den meisten anderen Ländern der EU bestehen gesetzliche Regelungen, die die Berechnung von VFE regeln. Diese sind politisch im Sinne des Verbraucherschutzes im Regelfall so gestaltet, dass ein Ausgleich des Schadens der Bank nicht erreicht wird. Der statistisch zu erwartende Vorfälligkeitschaden der Banken geht dort als Kostenfaktor in die Bankkalkulation ein und erhöht den Kreditzins.
Nach einer Untersuchung des Instituts für Finanzdienstleistungen wird daher in keinem Land des Euro-Raumes eine derart hohe Vorfälligkeitsentschädigung berechnet wie in Deutschland. Umgekehrt sind die (Kredit-)Zinssätze in Deutschland innerhalb der Eurozone auf dem niedrigsten Niveau.